# Senador Sá
Senador Sá là một đô thị thuộc bang Ceará, Brasil. Đô thị này có diện tích 430,58 km², dân số năm 2007 là 6270 người, mật độ 14,56 người/km².